# Викторија Кљугина
Викторија Кљугина (рус. Виктория Клюгина рођ Сливка, 28. септембар 1980), је руска атлетичарка, специјалиста за скок увис.

## Каријера
Први успех дошао је, на Европском олимпијском фестивалу младих 1997. у Лисабону, где је освојила златну медаљу. Годину дана касније, освојила је пето место на Светском јуниорском првенству у Ансију, Француска, где је прескочила летвицу на висини од 1,80 метра. У 1999. је освојила златну медаљу на Европском јуниорском првенству у Риги, где је скочила 1,90 м.
Руски скакачи увис 2000. године нису учествовали у било ком великом такмичењу за сениорке на отвореном, али су учествовали на Европском првенству у дворани 2000. у Генту које је завршила као шеста са висином од 1,92 метра.
Викторија је удата за руског скакача увис, олимпијског победника из Сиднеја 2000. Сергеја Клугина, са којим има кћерку. Због трудноће је пропустила две сезоне 2005. и 2006. У 2008. победила је на 15. меморијалу Josefa Odložila када је скочила само 1,92 метра. Годину дана касније са скоком 1,96 м освојила је треће место и бронзану медаљу на Европском првенству у дворани у Торину. Боље од ње су биле шпанска скакачица Рут Беитија (1,99 м) и Немица Аријана Фридрих (2.01 м).

## Лични рекорди
- на отвореном — (1,98  — 11. јули 2008, Бил)
- у дворани — (2,00  — 7. фебруара 2009, Арнстат)